# Джордж Гоморі (письменник)
Джордж Гоморі (англ. George Gomori, угор. Gömöri György; нар. 3 квітня 1934, Будапешт, Угорщина) — угорський поет, письменник і академік. Він живе в Англії з 1956 року, з часу втечі з батьківщини після придушення угорської революції, в якій він брав безпосередню участь. Він пише вірші угорською мовою. Він є постійним дописувачем британської газети The Guardian і журналу The Times Literary Supplement.

## Молодість
Гоморі народився в Будапешті в 1934 році. З 1953 по 1956 рік він вивчав угорську і польську мови Університеті Етвеша Лоранда. Він брав участь в революції 1956 року, був організатором студентського руху та головним редактором газети «Egyetemi ifjúság» (Університетська молодь). Після придушення революції втік до Англії і продовжив навчання в Оксфордському університеті, де в 1962 році отримав ступінь бакалавра з літератури. Тези про польську і угорської літератури пізніше опубліковані в його першій книзі англійською мовою (Polish and Hungarian Poetry 1945 to 1956; Oxford,1966). Між 1958 і 1961 роками був виконавчим директором Асоціації угорських письменників за кордоном.

## Викладацька діяльність
Його першою роботою була викладачем у Університеті Каліфорнії, Берклі, потім він викладав Гарвардському університеті (1964-65). Провівши чотири роки дослідником і бібліотекарем у університеті Бірмінгема, в 1969 році він влаштувався у Кембриджському університеті викладачем польської та угорської літератури аж до своєї відставки в 2001 році.

## Літературні видання
Він опублікував дванадцять збірників віршів угорською мовою, чотири англійською мовою і один польською мовою, і є автором численних критичних робіт з польської та угорської літератури, останньою з яких була «Magnetic Poles» (Магнітні полюси, Лондон , 2000), і «Erdélyi Merítések» («Трансільванський улов», Клуж-Коложвар, 2004). Разом з Клівом Вілмером він переклав дві книги віршів Міклоша Радноті (1979, 2003), дві збірки Дьордь Петрі (1991,1999, друга збірка була в шорт-лист премії Weidenfeld Translation) і співредакторами з Джорджем Сіртешем антології сучасної угорської поезії «The Colonnade of Teeth» (Колоннада зубів, Bloodaxe Books, Ньюкасл, 1996). З 1992 по 2006 рік він був виконавчим директором Асоціації угорської мови і культури в Будапешті, також у Раді Угорської асоціації письменників (2001—2004).

## Нагороди та медалі
У 1995 році нагороджений Офіцерським хрестом Ордена за заслуги Республіки Угорщини, у 2007 році отримав Командорський Хрест Ордена за заслуги Угорської Республіки. Також він отримав різні літературні та наукові призи, зокрема, премія Юржиковського (1972), медаль Польського комітету національної освіти (1992), премія Сальваторе Квазімодо (1993), Меморіальна премія Ада Негрі (1995), Pro Cultura Hungarica (1999), Пам'ятна медаль Лотця (2006) і премія Алфьольда (2009). Він є членом Угорського ПЕН-клубу та Товариства угорських досліджень (Лондон), а також Польської академії мистецтв і наук у Кракові. У 2014 році він був удостоєний премії Яноша Панноніуса за переклад поезії та премію Hídverő («мостобудівників») в Румунії.